# Edwardsina polymorpha
Edwardsina polymorpha är en tvåvingeart som beskrevs av Peter Zwick 1977. Edwardsina polymorpha ingår i släktet Edwardsina och familjen Blephariceridae. Inga underarter finns listade i Catalogue of Life.